# Ōmu
Ōmu (jap. 雄武町 Ōmu-chō) – miasto w Japonii, w prefekturze Hokkaido, w podprefekturze Ohōtsuku. Według danych na rok 2020 miejscowość zamieszkiwało 4 199 mieszkańców , a gęstość zaludnienia wyniosła 6,6 os./km².